# Im: Wielki Kapłan Imhotep
Im: Wielki Kapłan Imhotep (jap. Im～イム～) – manga autorstwa Makoto Morishity, publikowana na łamach magazynu „Gekkan Shōnen Gangan” wydawnictwa Square Enix od stycznia 2015 do sierpnia 2018. 

## Fabuła
Polując na magai, przebiegłe złe duchy udające egipskich bogów, arcykapłan Imhotep trafia do współczesnej Japonii. Nie znając otaczającego go świata, ściąga na siebie rozmaite kłopoty, aż w końcu spotyka uczennicę Hinome Hawakatę, o której krążą plotki, że jest przeklęta od czasu, kiedy w tajemniczych okolicznościach straciła głos. Z tego powodu jej koledzy i koleżanki ze szkoły stronią od niej. Ona zaś nie dementuje tych plotek, gdyż za każdym razem, gdy mówi, z jej ust bucha płomień. Klątwa ta jest spowodowana przez magai, które ją opętało. Imhotep postanawia pomóc dziewczynie, a ponieważ podoba mu się jej „nawiedzony” dom, chce uczynić z niego swoją świątynię i stąd walczyć z magai. Ojciec Hinome, który jest entuzjastą starożytności, od razu polubił Imhotepa i w przeciwieństwie do córki natychmiast się zgadza.

## Publikacja serii
Manga ukazywała się w magazynie „Gekkan Shōnen Gangan” wydawnictwa Square Enix od 10 stycznia 2015 do 10 sierpnia 2018. Seria została również opublikowana w 11 tankōbonach wydanych między 22 lipca 2015 a 21 września 2018.
W Polsce prawa do dystrybucji mangi wykupiło Studio JG.
| Nr | Język japoński   | Język japoński         | Język polski         | Język polski           |
| Nr | Data wydania     | ISBN                   | Data wydania         | ISBN                   |
| -- | ---------------- | ---------------------- | -------------------- | ---------------------- |
| 1  | 22 lipca 2015    | ISBN 978-4-75-754689-9 | 17 lipca 2020        | ISBN 978-83-8001-562-3 |
| 2  | 19 września 2015 | ISBN 978-4-75-754737-7 | 23 września 2020     | ISBN 978-83-8001-618-7 |
| 3  | 22 stycznia 2016 | ISBN 978-4-75-754857-2 | 15 grudnia 2020      | ISBN 978-83-8001-655-2 |
| 4  | 21 maja 2016     | ISBN 978-4-75-754975-3 | 15 lutego 2021       | ISBN 978-83-8001-698-9 |
| 5  | 21 września 2016 | ISBN 978-4-75-755118-3 | 7 maja 2021          | ISBN 978-83-8001-734-4 |
| 6  | 21 stycznia 2017 | ISBN 978-4-75-755217-3 | 22 lipca 2021        | ISBN 978-83-8001-768-9 |
| 7  | 22 maja 2017     | ISBN 978-4-75-755342-2 | 2 listopada 2021     | ISBN 978-83-8001-829-7 |
| 8  | 22 września 2017 | ISBN 978-4-75-755474-0 | 17 lutego 2022       | ISBN 978-83-8001-877-8 |
| 9  | 22 stycznia 2018 | ISBN 978-4-75-755584-6 | 31 maja 2022         | ISBN 978-83-8001-922-5 |
| 10 | 22 maja 2018     | ISBN 978-4-75-755714-7 | 16 sierpnia 2022     | ISBN 978-83-8001-969-0 |
| 11 | 21 września 2018 | ISBN 978-4-75-755843-4 | 21 października 2022 | ISBN 978-83-8257-001-4 |